# Carlos Galarreta
Carlos Galarreta Lázaro (Ramales de la Victoria, Cantabria, 10 de noviembre de 1967) es un exciclista español.
El terreno en el que más destacaba era la media montaña, siendo un buen escalador. Su punto más débil era la contrarreloj. Era vegetariano, circunstancia poco usual entre los ciclistas profesionales.

## Biografía
Comenzó en el mundo del ciclismo en el equipo cántabro C.C del Asón de Ramales (Sbesa), en la categoría infantil, pasando con buenos resultados por la categoría cadete y juvenil en las filas del mismo club (Óptica-ortopedia Diego).
En 1986 fichó por el equipo amateur vizcaíno Ciclos Zubero, pasando después al Kas-Canal 10 y en 1989 al Frinat-Cegasa. En esos años en el campo amateur cosechó victorias importantes como el Campeonato de Vizcaya de 1988 (a pesar de ser cántabro corrió algunas temporadas con licencia vizcaína), una etapa en el Circuito Montañés de 1988, el G.P Caja Cantabria de 1989, la Subida a Elgueta de 1989, la Vuelta al Goierri de 1989, una etapa en la Aragón-Bearn de 1989, etc.
En 1990 fichó por el conjunto Lotus-Festina profesional, en el que militó dos temporadas, consiguiendo buenos resultados. En 1991 ganó la etapa reina de la Ruta del Sur, en la que quedó 3.º en la clasificación general final, obteniendo además el premio de la montaña. Pocos días después, estuvo a punto de ganar la Bicicleta Vasca, tras quedar segundo en la 4.ª etapa y ponerse como líder, pero finalmente Bugno le arrebataría el liderato en la última jornada.
En la temporada 1992 fichó por el equipo Seur, pero afectado por diversos problemas físicos no rindió lo que se esperaba tras su buena campaña anterior.
En 1993, en las filas del modesto equipo Deportpublic, obtuvo la mejor victoria de su carrera al ganar la Vuelta a Murcia por delante de Laudelino Cubino y otros corredores importantes como Miguel Induráin o Julián Gorospe. Ese mismo año cuando estaba realizando una gran Vuelta a España, marchaba el 16.º en la general, sufrió una caída fracturándose la clavícula.
En las temporadas 1994 y 1995 militó en el equipo Castellblanch-Deportpublic sin grandes resultados, destacando su combatividad en la Vuelta a España de 1994, estando presente en muchas fugas, como la de la etapa reina en Ordino Arcalís o la de los Lagos de Covadonga.
La de 1995 fue su temporada más gris, afectado por diversas circunstancias. No fue renovado y abandonó el ciclismo con 28 años recién cumplidos.